# Bar (Ucraina)
Bar (in ucraino Бар?; in polacco Bar) è una città ucraina (15 337 abitanti), nel distretto di Žmerynka, nell'oblast' di Vinnycja. Ospita l'amministrazione della comunità territoriale di Bar, una delle comunità territoriali dell'Ucraina.
Fino al 18 luglio 2020 Bar fungeva da centro amministrativo del distretto di Bar. Come parte della riforma amministrativa che ha ridotto a sei il numero dei distretti dell'oblast' di Vinnycja, il distretto di Bar venne fuso nel distretto di Žmerynka.
Bar è una città situata sul fiume Riv.

## Storia
La città fu in origine un avamposto commerciale chiamato Row. Nel XVI secolo, la regina di Polonia Bona Sforza fondò una fortezza sulla roccia sopra il fiume e la chiamò Bar, come la città di Bari in Italia. Nel 1540 il re polacco Sigismondo I concesse alla città il diritto di Magdeburgo. La fortezza fu assediata diverse volte nella storia e fu considerata inespugnabile. Tuttavia, durante la rivolta di Chmielnicki nel 1648, fu conquistata dai cosacchi di Bohdan Chmel'nyc'kyj e fu gravemente danneggiata. A seguito di questo episodio, la città si spopolò.
Nel 1672 fu conquistata dall'Impero ottomano e divenne sede dell'amministrazione locale. Il 12 novembre 1674 la città e la fortezza furono riconquistate dalle forze di Giovanni III di Polonia dopo quattro giorni di assedio. Il 29 febbraio 1768, nella stessa fortezza, fu fondata la Confederazione di Bar. Dopo la seconda spartizione della Polonia, la città cadde sotto dominio russo e divenne parte della gubernija della Podillia. Un famoso matematico del XIX secolo, Viktor Bunjakovs'kyj, nacque nella città nel 1804. Dopo il 1922 Bar divenne parte della RSS Ucraina, e dal 1991 fa parte dell'Ucraina.